# 내 이름 아시죠
〈내 이름 아시죠〉는 2017년 발매된 장민호의 정규 1집 앨범 《드라마》에 수록된 곡으로 돌아가신 아버지를 그리며 장민호가 직접 작사, 작곡한 노래다. 장민호는 한 방송을 통해 "누구나 이름을 지어준 사람이 있지 않나, 그 이름을 지어주신 분이 돌아가시는 길에 외롭게 않게 지어준 이름을 한 번씩 부르면서 가시라는 이야기다" 라며 친아버지를 생각하며 만든 노래 가사의 의미를 소개했다.
트로트 가수로 무대에 서는 모습, 그리고 아들이 성공하는 모습을 미처 보지 못하고 돌아가신 아버지에 대한 안타까움과 그리움이 담긴 이 곡을 장민호는 전주만 들어도 눈물이 나는 바람에 그동안 라이브로 불러본 적이 없었으나 2020년 TV조선 사랑의 콜센타 방송에서 100세 팬의 신청으로 라이브 무대를 처음으로 선보인 후 포털사이트 실시간 검색어 상위권에 오르며 발매 3년 만에 음원 차트를 역주행 했다. 2021년 사랑의 콜센타 '설 특집 안방 콘서트'에서 다시 한 차례 더 부른 영상은 23년 1월 현재 조회수 370만뷰를 돌파했다.

## 참여
- 편곡: 유종운
- 기타: 함춘호
- 베이스: 신현권
- 드럼: 강수호
- 키보드: 전영호
- 코러스: 김현아
- 소해금: 박성진
- 레코딩 엔지니어: 박무일, 최남진
- 믹싱 엔지니어: 최남진

## 같이 보기
- 드라마 (장민호의 음반)
- 남자는 말합니다
- 사는 게 그런 거지
- 읽씹 안읽씹
- 7번국도 (노래)